# Ajarte
Ajarte (en euskera Axarte) es una localidad del municipio de Condado de Treviño, situado en la comarca de Ebro en la Provincia de Burgos, comunidad autónoma de Castilla y León, en España. 

## Contexto geográfico
Dista 14,9 km de la capital del municipio Treviño pasando por Aguillo, Marauri, Ventas de Armentia;  39,3 km de Miranda de Ebro, pasando por  Treviño y Añastro; 121,6 km de Burgos. pasando por Miranda, y 25,9 km de Vitoria, pasando por San Vicentejo. Se encuentra en el valle del río Saraso.

## Demografía
Evolución de la población
| Gráfica de evolución demográfica de Ajarte entre 2000 y 2017       |
|                                                                    |
| Población de derecho (2000-2017) según el padrón municipal del INE |

## Historia

### Descripción de Sebastián Miñano (1826)
Lugar de Señorío,  de España, en Castilla la Vieja, provincia de Burgos, cuadrilla de Val de Lauri, condado de Treviño,  Regidor Pedáneo, 8 vecinos, 36 habitantes, 1 parroquia. 
- Dista 19 leguas de la capital.
- (Ver Treviño).
- Contribuye con el Condado.

### Descripción de Pascual Madoz
Así se describe a Ajarte en el tomo I del Diccionario geográfico-estadístico-histórico de España y sus posesiones de Ultramar, obra impulsada por Pascual Madoz a mediados del siglo XIX:

Lugar en la provincia, audiencia territorial, capitanía general y administración de rentas de Burgos (18 leguas), partido judicial de Miranda de Ebro (3 ½), diócesis de Calahorra y ayuntamiento de Treviño; Situado en terreno montuoso y desigual, donde le baten todos los vientos, con despejada atmósfera y clima bastante sano. Tiene 6 casas de mediana construcción, un molino harinero, que únicamente se mueve en la temporada de invierno, y una iglesia parroquial servida por un cura párroco beneficiado, cuya plaza provee el diocesano por oposición en concurso general. El terreno, aunque áspero y fragoso, es bastante fértil; brotan en distintos puntos del mismo algunas fuentes de exquisitas aguas que aprovechan los habitantes para varios usos domésticos y de agricultura; en la parte inculta hay diversas canteras que suelen beneficiarse, extrayendo piedras para molinos y otros usos, y bastante arbolado de pinos y robles, con muchos y excelentes pastos para toda clase de ganados. La tierra destinada al cultivo, además de la sembradura, comprende árboles de diferentes clases. Producciones: trigo, cebada, centeno, maíz, lino, cáñamo, hortaliza, con muchas y delicadas frutas, ganado mular, caballar, vacuno, de cerda, lanar y cabrío. Industria: tejidos de lienzos ordinarios. Comercio: el de ganados y frutos del país en las ferias que se celebran en Treviño a 2 leguas de distancia en los meses de junio, septiembre y diciembre. Población: 5 vecinos, 26 almas. Capital productivo: 6.667 reales. Imponible: 258 reales.
Diccionario geográfico-estadístico-histórico de España y sus posesiones de Ultramar

## Patrimonio artístico y natural
Iglesia parroquial.